# Мяги, Мартин
Мартин Мяги (эст. Martin Mägi; 18 июня 1996, Курессааре) — эстонский футболист, правый защитник.

## Биография
Воспитанник таллинских футбольных школ «Коткас-Юниор» и «Нымме Калью». С 2012 года играл на взрослом уровне за резервную команду «Нымме Калью» в третьем, а затем во втором дивизионе Эстонии. В основной команде клуба дебютировал 27 июля 2013 года в матче чемпионата Эстонии против «Инфонета», отыграв первый тайм, на протяжении нескольких лет эта игра оставалась для него единственной. В 2013 году вместе с «Нымме Калью» стал вице-чемпионом Эстонии. В 2016 году на правах аренды выступал за «Пярну ЛМ», а в 2017 году играл за «Пайде ЛМ», с которым дошёл до полуфинала Кубка Эстонии 2016/17, в обоих клубах был игроком стартового состава. Вернувшись в «Нымме Калью», весной 2018 года сыграл 2 матча в чемпионате и в июне прекратил выступления, а в декабре 2018 года объявил о завершении карьеры. «Нымме Калью» в сезоне 2018 года завоевал чемпионский титул. Всего за карьеру игрок провёл в высшей лиге Эстонии 59 матчей и забил 2 гола.
Выступал за сборные Эстонии младших возрастов, провёл 35 матчей. Участник Кубков Содружества 2015 года (5 матчей) и 2016 года (2 матча). Также играл в неофициальных матчах за сборную острова Сааремаа.

## Достижения
- Чемпион Эстонии: 2018
- Серебряный призёр чемпионата Эстонии: 2013